# 血雀
血雀（学名：Carpodacus sipahi；異名）为雀科血雀属的鸟类。分布于尼泊尔、印度、缅甸以及中国大陆的云南、西藏等地，栖息于山区森林、一般生活于海拔2000m 左右以及喜栖于松杉林、林缘的小乔木和山坡稀树灌丛中。该物种的模式产地在尼泊尔。